# دامیان یانگ
دامیان یانگ (به انگلیسی: Damian Young) (زاده ۲۷ اکتبر ۱۹۶۱) یک بازیگر آمریکایی است.
دامیان یانگ بیشتر با حضورش در فیلم آماتور به کارگردانی هال هارتلی شناخته شده است.
از دیگر فیلم‌های معروف او می‌توان به فیلم اهداکننده اشاره کرد.

## فیلم‌شناسی منتخب
| سال  | عنوان       | نقش             | توضیحات |
| ---- | ----------- | --------------- | ------- |
| ۱۹۹۲ | مرد ساده    | کلانتر          |         |
| ۱۹۹۴ | آماتور      | ادوارد          |         |
| ۲۰۰۰ | روز برفی    | کن ویور         |         |
| ۲۰۰۳ | فقرا را بکش | دلیله           |         |
| ۲۰۱۰ | لبه تاریکی  | سناتور جیم پاین |         |
| ۲۰۱۰ | دوازده      | پدر هانتر       |         |
| ۲۰۱۱ | پرتقال‌ها    | گیدئون آلن      |         |
| ۲۰۱۲ | ماشین هنر   | سرژ             |         |
| ۲۰۱۳ | اهداکننده   | ویلیامز         |         |
| ۲۰۱۴ | بردمن       | گابریل          |         |
| ۲۰۱۶ | جنگ گربه‌ها  |                 |         |
| ۲۰۱۷ | کت فایت     | استنلی          |         |

| سال       | عنوان                             | نقش             | توضیحات |
| --------- | --------------------------------- | --------------- | ------- |
| ۲۰۱۷      | گاتهام                            | واردن رید       | ۲ قسمت  |
| ۲۰۱۶      | خانه پوشالی                       | ایدن مکالن      | ۷ قسمت  |
| ۲۰۱۵–۲۰۱۶ | همسر خوب                          | کلینتون فویل    | ۳ قسمت  |
| ۲۰۱۴      | فهرست سیاه                        | میلتون بابیت    | ۱ قسمت  |
| ۲۰۱۲      | یقه سفید                          | اولیور استرینگر | ۱ قسمت  |
| ۲۰۱۱–۲۰۱۲ | پان آم                            | آقای بالگر      |         |
| ۲۰۰۷–۲۰۱۱ | کالیفرنیکیشن                      | بیل لوییس       | ۸ قسمت  |
| ۲۰۰۷–۲۰۰۹ | خسارت                             | مرد شیک‌پوش      | ۵ قسمت  |
| ۲۰۰۶      | در فیلادلفیا همیشه هوا آفتابی است | جک استنفورد     | ۱ قسمت  |
| ۲۰۰۵–۲۰۱۴ | بازگشت                            | مارک برمن       | ۲۱ قسمت |
| ۲۰۰۰      | جنگ در خانه همسایه                | آلن کریگمن      | ۸ قسمت  |
| ۱۹۹۳–۱۹۹۶ | ماجراهای پیت و پیت                | استو بندیکت     | ۸ قسمت  |